# 極樂迪斯科
《極樂迪斯科》是一款由英国工作室ZA/UM開發並發行的角色扮演遊戲，同時也是該工作室的首部作品。
PC版已於2019年10月15日發售，PS4、PS5、Stadia版已於2021年3月30日隨“最終剪輯版”發售，Xbox One、Xbox Series X/S、任天堂Switch版於2021年10月12日發售。
遊戲的舞台設在受盡貧困和犯罪困擾的虛構城市雷瓦霍爾（Revachol），主角則是一位正在偵查一宗謀殺案，患有酒精性失憶症的偵探。

## 遊戲玩法

《極樂迪斯科》的界面截圖

《極樂迪斯科》是一款有著開放世界和大量對話的角色扮演遊戲。當玩家在操縱主人公時，遊戲會以等距視角的方式呈現。《極樂迪斯科》沒有戰鬥機制，取而代之的是透過對話樹和技能表來解決事件。遊戲中有四個主要技能，分別是智力、心理、體能和移速，每個技能都有六種不同的輔助技能，總計則有24種，玩家可以通過技能點為這些技能升級，且能夠透過裝備一件服飾來暫時提高技能。但升級技能的同時亦可能會令玩家角色出現負作用或怪癖。比如若玩家角色的戲劇技能較高的話，則更容易揭穿和捏造謊言，但同時也較常出現歇斯底里和偏執。同樣地，電化學技能高的話可以提升玩家的知識並保護其免受藥物的負面影響，但也可能導致藥物濫用和其他自殘行為。
《極樂迪斯科》具有一個名叫「思維庫」（Thought Cabinet）的次要庫存系統，玩家可以通過與其他角色的對話以及主人公內心中的對話，解鎖總共53個「思維」。然後玩家可以在一定數量的遊戲時間內將「思維」「內在化」，一旦這樣做，玩家角色的某些數值會永久改變，但偶爾也會帶來負面的影響。

## 開發
ZA/UM由8位作家組成，並於2016年開始開發他們的第一部作品。原先該作的標題為《永難和解的憤怒》（No Truce With The Furies），後來在2018年才改為現名《極樂迪斯科》。在開發期間，ZA/UM把總公司從愛沙尼亞搬到倫敦。
《極樂迪斯科》的主要作家和設計師是卡累利阿裔的愛沙尼亞小說家兼音樂家羅伯特·庫維茲，亞歷山大·羅斯托夫（Aleksander Rostov）負責藝術設計，而擔任執行製作人則是考爾·肯德和托尼斯·哈維爾（Tõnis Haavel）。遊戲的音樂由英國獨立樂團英國海力量樂團製作，而配音員則包括前衛金屬樂團SikTh的米克·古德曼、無邊幾何樂團的馬克·霍爾科姆（Mark Holcomb）以及白俄羅斯裔美國播客錄製者達莎·涅克拉索娃。《極樂迪斯科》結束時出現的工作人員名單使用了特奧·提爾多和布利克薩·巴格爾德的歌曲《依然微笑》（Still Smiling），引用了R·S·托馬斯的詩作《沉思》（Reflections）以及新建築倒塌樂團的標誌。

## 發行
《极乐迪斯科》于2019年10月15日在Microsoft Windows平台发布， MacOS版本於2020年4月27日發佈。2020年3月18日，ZA/UM宣佈將於次日為遊戲放出簡體中文內容的更新， 這是遊戲第一個多語言版本。ZA/UM選擇簡體中文作為其第一個多語言版本更新，是寄希望於遊戲中傳遞的共產主義思想能够再次傳遞到中國，其簡體中文公告中寫道：“《極樂迪斯科》就像是蘇聯寄出的最後一封信箋，通過科幻元素和遊戲視角描繪了這樣一幅畫面——它告訴你說，放弃吧，屈服吧。我們沒有絲毫不安與猶疑——《極樂迪斯科》就是一款生於磨難與失落的黑暗冒險。然而，細碎夾縫間偶有一絲光亮，殘垣斷壁處尚存幾分友誼，唏噓慨歎中不乏黑色幽默。那麼，或許大家也不會驚奇於我們為何選擇中文作為我們首選的當地語系化語言了。中蘇友誼過去曾有輝煌，現而今雖經種種變遷，但我們希望這份友誼所傳遞的精神，可以存在於這字裡行間中。”在2020年5月，ZA/UM發佈了一份更新，提高了遊戲在低端硬體上的一些效能，並新增了對額外語言翻譯的支持，這些產品由社區和當地語系化公司Testronic實驗室開發。

### 最终剪辑版
遊戲的擴展版本《極樂迪斯科——最終剪輯版》於2020年12月在遊戲大獎頒獎典禮上發佈.，已經購買原版的玩家將免費升級到最終剪輯版。所有購買最終剪輯版的玩家，都將獲得包括完全英文配音、新的意理願景任務、新人物、新服飾、新區域、新過場動畫、新動畫、新配樂、新成就、遊戲手柄支持等一系列更新。由於角色對遊戲的重要性，ZA/UM不是像一般的這種RPG遊戲那樣對配音進行外包，而是親自對遊戲進行開發。一部分配音被重新錄製，一部分從未有過配音的角色獲得了新的配音。與此同時，“最終剪輯版”也保留了使用原版配音的選項，玩家可以在設定中决定是否啟用原版本的配音。
在遊戲的開發過程中，有四個政治任務作為廢案被刪除。在“最終剪輯版”中，這四個政治任務被重新製作，被稱為“意理願景任務”，旨在對遊戲表達的一些政治含義進行拓展。 英國海力量樂團也為最終剪輯版提供了兩首新配樂。
最終剪輯版於2021年3月31日在Windows(Steam/Epic Games Store)、MacOS、Google Stadia、PlayStation 4、PlayStation 5上發行，Xbox One、Xbox Series X/S、任天堂Switch版於2021年10月12日上發行。由於遊戲在主機平台發售，且含有“描述性、濫用毒品或成癮、犯罪、殘忍和暴力”，以及“以違背道德、體面標準的方式顯示出反抗或憎惡現象”，澳大利亞倫理審查委員會拒絕“最終剪輯版”在本國發行。

## 反應
| 汇总媒体   | 得分   |
| ---------- | ------ |
| Metacritic | 91/100 |

| 媒体          | 得分                      |
| ------------- | ------------------------- |
| Game Informer | 9/10                      |
| GameSpot      | 10/10                     |
| IGN           | 9.6/10 10/10 (最终剪辑版) |
| PC Gamer美国  | 92/100                    |
| PCGamesN      | 9/10                      |
| USGamer       | 4.5/5                     |

《極樂迪斯科》在發行後收獲大致正面的評價，主要集中在令人難忘的角色、具深度的選項、故事和開放世界方面。在Metacritic，其根據57條評論得出91/100分，屬「普遍好評」級別。
《PC Gamer》的安迪·凱利（Andy Kelly）為《極樂迪斯科》打出92/100分，讚揚遊戲的深度、自定義內容以敘事手法，並稱它是其中一款最出色的PC平台RPG。IGN的西蒙·卡迪（Simon Cardy）給予《極樂迪斯科》9.6/10分，稱讚其開放式世界雖比《巫师3：狂猎》和《碧血狂殺2》的要小得多，但仍做得非常精美。而《華盛頓郵報》的克里斯托弗·伯德（Christopher Byrd） 則指該作有一個格外出色的劇本。與此同時，Eurogamer的瑪琳迪·赫特菲爾德（Malindy Hetfeld）亦指《極樂迪斯科》在角色扮演上沒有提供足夠的選擇，且明顯缺乏重點。
大部分中国大陆玩家认为，游戏表明了制作组的共产主义倾向，其证据在于游戏开发者在2019年游戏大奖获奖感言中感谢了马克思与恩格斯，游戏多语言版本更新公告中，称简体中文版本更新是“来自苏联的最后一封信”，并称呼多语言版本更新项目是“劳动阶级更新与伟大的英特纳雄耐尔宣言”（The Great Internationale and Working Class Upate）等。尽管游戏受制于审查，没有在中国大陆正式发售，但游玩该游戏的中国玩家普遍认为，游戏剧情中的一些情节使其联想到了大陆历史中曾经经历的共产主义时期，游戏中的一些情节也被视为与共产主义的回归有关。

### 獎項
| 年份 | 獎項             | 提名項                    | 結果 | 參考   |
| ---- | ---------------- | ------------------------- | ---- | ------ |
| 2019 | 金摇杆奖         | 終極年度遊戲              | 提名 | [ 43 ] |
| 2019 | 鈦獎             | 最佳角色扮演遊戲          | 提名 | [ 44 ] |
| 2019 | 鈦獎             | 年度獨立遊戲              | 提名 | [ 44 ] |
| 2019 | 游戏大奖         | 最佳遊戲敘事              | 獲獎 | [ 45 ] |
| 2019 | 游戏大奖         | 最佳獨立遊戲              | 獲獎 | [ 45 ] |
| 2019 | 游戏大奖         | 最佳角色扮演遊戲          | 獲獎 | [ 45 ] |
| 2019 | 游戏大奖         | 新晉獨立遊戲開發（ZA/UM） | 獲獎 | [ 45 ] |
| 2020 | D.I.C.E.大獎     | 年度遊戲                  | 提名 | [ 46 ] |
| 2020 | D.I.C.E.大獎     | 傑出敘事                  | 獲獎 | [ 46 ] |
| 2020 | D.I.C.E.大獎     | 年度角色扮演              | 提名 | [ 46 ] |
| 2020 | D.I.C.E.大獎     | 傑出獨立遊戲              | 提名 | [ 46 ] |
| 2020 | D.I.C.E.大獎     | 傑出遊戲設計              | 提名 | [ 46 ] |
| 2020 | D.I.C.E.大獎     | 傑出遊戲指導              | 提名 | [ 46 ] |
| 2020 | 星雲獎           | 最佳遊戲劇本獎            | 提名 |        |
| 2020 | 遊戲開發者選擇獎 | 最佳敘事                  | 獲獎 | [ 47 ] |
| 2020 | 遊戲開發者選擇獎 | 最佳視覺藝術              | 提名 | [ 47 ] |
| 2020 | 遊戲開發者選擇獎 | 最佳处女作 (ZA/UM)        | 獲獎 | [ 47 ] |
| 2020 | 遊戲開發者選擇獎 | 創新獎                    | 提名 | [ 47 ] |
| 2020 | SXSW 游戏大獎    | 年度遊戲                  | 提名 | [ 48 ] |
| 2020 | SXSW 游戏大獎    | 馬修·克拉普文化創新獎     | 獲獎 | [ 48 ] |
| 2020 | SXSW 游戏大獎    | 卓越藝術獎                | 提名 | [ 48 ] |
| 2020 | SXSW 游戏大獎    | 卓越設計獎                | 提名 | [ 48 ] |
| 2020 | SXSW 游戏大獎    | 優秀配樂獎                | 提名 | [ 48 ] |
| 2020 | SXSW 游戏大獎    | 傑出敘事獎                | 獲獎 | [ 48 ] |
| 2020 | 英國學院遊戲獎   | 最佳遊戲                  | 提名 | [ 49 ] |
| 2020 | 英國學院遊戲獎   | 藝術                      | 提名 | [ 49 ] |
| 2020 | 英國學院遊戲獎   | 最佳处女作                | 獲獎 | [ 49 ] |
| 2020 | 英國學院遊戲獎   | 遊戲設計                  | 提名 | [ 49 ] |
| 2020 | 英國學院遊戲獎   | 音樂                      | 獲獎 | [ 49 ] |
| 2020 | 英國學院遊戲獎   | 敘事                      | 獲獎 | [ 49 ] |
| 2020 | 英國學院遊戲獎   | 原創藝術                  | 提名 | [ 49 ] |
| 2022 | 英國學院遊戲獎   | 最佳持续进步游戏          | 提名 | [ 50 ] |

## 续作及相关作品
《極樂迪斯科》在获得成功后，制作组立即投入到了续作和衍生作品的开发工作中。其中续作开发代号为“Y12”，由罗伯特·库维兹、亚历山大·罗斯托夫、海伦·欣德佩尔（Helen Hindpere）领衔；而另一部代号“P1”的项目由考爾·肯德负责。2022年10月，ZA/UM成员马丁・路加（Martin Luiga）宣布他与罗伯特·库维兹、亚历山大·罗斯托夫、海伦·欣德佩尔等核心成员在2021年晚些时候已经“非自愿地离开公司（ZA/UM）”，并称ZA/UM“不再展现其成立时的精神”。在之后的采访中，路加认为ZA/UM已经解散了。此外在一次采访中，路加为另外三位成员发声，他们是被ZA/UM以虚假借口被开除。而ZA/UM的一名发言人否认了以上指控。
随着罗伯特·库维兹、亚历山大·罗斯托夫、海伦·欣德佩尔等人离开，《极乐迪斯科》的正统续作“Y12”交由《极乐迪斯科》的另一位编剧阿尔戈·图里克（Argo Tuulik）以及多拉·克林季克（Dora Klindžić）接手继续开发，直到2022年年中被取消开发。之后阿尔戈·图里克和多拉·克林季克寻求开发一部《极乐迪斯科》的“独立扩展包”，开发代号《X7》。管理层同意了该项目的制作，并跳过了前期制作阶段；于是在编剧小组前期人手不足和尚未完成游戏大纲的情况下，游戏就进入了全面制作阶段。在考爾·肯德被解雇后，其负责的项目“P1”也被取消，因此“X7”获得了额外的人手加入开发。根据媒体报道，“X7”在2023年底已经开发了一版内部试玩demo，并获得了“不错的称赞”。
然而在2024年2月，《体育画报》旗下的游戏媒体GLHF报道称ZA/UM对雇员进行了25%的裁员，包括了负责开发“X7”的阿尔戈·图里克和多拉·克林季克，同时“X7”项目被取消，同时确认了稍早前“Y12”的取消开发。阿尔戈·图里克认为这次裁员的主要目标是女性雇员和对公司工作环境产生过抱怨的员工。 而根据PC Gamer的报道，ZA/UM在裁员后，手上仅有的项目是代号“M0”的智能手机游戏和一款不与《极乐迪斯科》相关的RPG游戏“C4”。
在离开ZA/UM后，罗伯特·库维兹、亚历山大·罗斯托夫在2023年创立了游戏工作室Red Info，将致力于《极乐迪斯科》的精神续作的开发制作，根据PC Gamer报道，Red Info获得了中国游戏公司网易对其投资和组建上的帮助。2024年10月，另外一家由多名前ZA/UM雇员成立的新游戏工作室Longdue宣布也将开发基于《极乐迪斯科》的精神续作，但是他们将独立于库维兹和罗斯托夫的Red Info，游戏将不会和他们有关。2025年1月，Longdue公布了其处女作《希望镇》（Hopetown），并宣布将进行众筹。同样在2024年10月，又一家由前ZA/UM成员成立的游戏工作室Dark Math Games也宣布成立，并公布了他们的首部游戏《XXX Nightshift》，作为《极乐迪斯科》的又一部精神续作。

## 外部連結
- 官方网站